# Thomas Hickman-Windsor
Thomas Hickman-Windsor (vers 1627 – 3 novembre 1687), est un noble britannique.

## Biographie
Il est le fils de Dixie Hickman et de son épouse Elizabeth Windsor, sœur et héritière de Thomas Windsor, 6e baron Windsor. Il prend le nom de famille supplémentaire de Windsor et hérite de la famille Windsor du domaine autour de Hewell Grange près Redditch en 1645. La même année, il se distingue à la bataille de Naseby. Hickman-Windsor impressionne le roi Charles Ier en relevant sa garnison à High Ercall.
À la Restauration, le titre de baron Windsor, qui a été détenu pour la dernière fois par son oncle maternel Thomas, est relevé en sa faveur, le 16 juin 1660. De 1661 à 1663, il est gouverneur de la Jamaïque. Cependant, il ne passe en réalité que trois mois en Jamaïque : selon Samuel Pepys, son retour brutal en Angleterre a suscité de nombreux commentaires. La raison en est apparemment une mauvaise santé. Sa seule réalisation notable en tant que gouverneur a été d'ordonner l'attaque de Sir Christopher Myngs sur Santiago de Cuba. Le raid est un succès, mais provoque une crise dans les relations anglo-espagnoles, et est ensuite désavoué par Charles II.
Il acquiert le canal du Warwickshire Avon de James, duc d'York et emploie Andrew Yarranton pour restaurer l'écluse de Pershore, rétablissant ainsi la navigation de Tewkesbury à Evesham. Il vend ensuite les deux tiers du canal au-dessus d'Evesham à Andrew Yarranton et à d'autres, qui rétablissent la navigation à partir de là jusqu'à Stratford-upon-Avon. Lui et George Digby, 2e comte de Bristol financent les tentatives finalement infructueuses d'Andrew Yarranton d'améliorer la rivière Salwarpe et la rivière Stour pour les rendre navigables.
Il est nommé gentilhomme de chambre de Charles II ; à ce titre, il est envoyé en septembre 1678 avec un message crucial à Danby pour enquêter sur certaines allégations faites par Titus Oates et Israel Tonge, mettant ainsi en branle le complot papiste .
Le 6 décembre 1682, Windsor est créé le premier comte de Plymouth, une nouvelle création, le détenteur du titre précédent ayant été le fils naturel de Charles II Charles FitzCharles, 1er comte de Plymouth (1675-1680). Il est remplacé par son petit-fils Other Windsor (son curieux prénom est une variante d'Otho, un ancêtre lointain).

## Famille
Il épouse d'abord Anne Savile, fille de William Savile (3e baronnet) (en), et d'Anne Coventry, le 12 mai 1656. Ils ont trois enfants :
- Mary Windsor (morte en 1694)
- Other Windsor, Lord Windsor (1659-1684), père de Other Windsor, 2e comte de Plymouth
- Ann Windsor (morte en bas âge)

Le 9 avril 1668, il épouse, en secondes noces, Ursula Widdrington, fille de Sir Thomas Widdrington et Frances Fairfax. Ils ont six enfants :
- Dixie Windsor (mort en 1743)
- William Windsor (mort en 1682)
- Andrews Windsor, à qui son père donne l'Upper Avon Navigation
- Ursula Windsor (morte en 1737)
- Elizabeth Windsor (morte en 1736)
- Thomas Windsor (1er vicomte Windsor) (mort en 1738), à qui son père donne le Lower Avon Navigation